# Козлов, Михаил Васильевич (государственный деятель)
Михаил Васильевич Козлов (род. 26 марта 1958 года, город Железнодорожный, Московская область) — полковник ВС РФ, российский политик, представитель от законодательного органа государственной власти Костромской области в Совете Федерации ФС РФ (2015—2020), заместитель председателя Комитета Совета Федерации по обороне и безопасности.

## Биография
Член Совета Федерации Михаил Васильевич Козлов родился в городе Железнодорожный, Московской области, 26 марта 1958 года в семье военнослужащего.
Учился в средней школе №11 в городе Новосибирске, которую в 1975 году окончил. Сразу после школы трудоустроился токарем на Омский Сибирский завод имени Борцов Революции.
В 1977 году поступил учиться в Новосибирское высшее военно-политическое общевойсковое училище имени 60-летия Великого Октября. В 1981 году окончил его и был направлен в действующую армию в Воздушно-десантные войска. Служил на территориях Закавказского, Туркестанского, Одесского и Московского округов.
Два года с 1984 по 1986 год принимал участие в боевых действиях в Республике Афганистан.
В 1995 году продолжил получать образование, окончив Гуманитарную Академию Вооруженных Сил РФ, по специальности социальный педагог, преподаватель. Чуть позже вышел в отставку в звании полковника ВС РФ.
В 1998 году был назначен заместителем директора Костромского областного объединенного художественного музея. В дальнейшем приглашен на должность ведущего специалиста Российской общественной организации инвалидов войн и военных конфликтов. Работу продолжил в Костромском областном отделении РООИВиВК.
С 2000 по 2004 года являлся помощником депутата Государственной Думы Федерального Собрания РФ III созыва Сергея Лобова.
С 2009 по 2013 год работал заместителем директора ООО «Костромапромторг».
На протяжении 10 лет член избирательной комиссии Костромской области с правом решающего голоса.
Избирался депутатом областного парламента V и VI созывов.
В ноябре 2015 года делегирован от законодательного органа власти Костромской области в Совет Федерации. Являлся заместителем председателя Комитета СФ по обороне и безопасности до 5 октября 2020 года.
Женат. Воспитал двоих детей.

## Декларированные доходы
За отчётный 2017 год сенатор Козлов заработал 5 363 469 рублей, его супруга 109 871 рубль. В собственности у сенатора 1/2 доли в квартире площадью 67,4 кв.м., а также автомобиль Мицубиси Лансер.

## Награды
Михаил Васильевич награжден:
- орденом «Красная звезда»;
- медалью «Труд. Доблесть. Честь» Костромской области;
- грамотой Президиума Верховного Совета СССР воину-интернационалисту;
- благодарностью Президента Российской Федерации.